# Boijsen & Efvergren arkitektkontor
Boijsen & Efvergren var ett arkitektkontor i Stockholm, som grundades 1953 av Wilhelm Boijsen (1921-2000) och Dag Efvergren (1921-2005)
I samband med Norrmalmsregleringen ritade kontoret bland annat Kvarteret Wahrenberg, parkeringshuset P-Centrum, Parkeringshuset Elefanten, Trollhättan 33, Trollhättan 32 och Jacob större 18 som uppfördes på rivningstomterna kring Brunkebergstorg. Längs Drottninggatan ritade kontoret nummer 27-29 och 56 och under åren 1966-1968 projekterade det Skärholmens centrum.

## Bilder av några verk

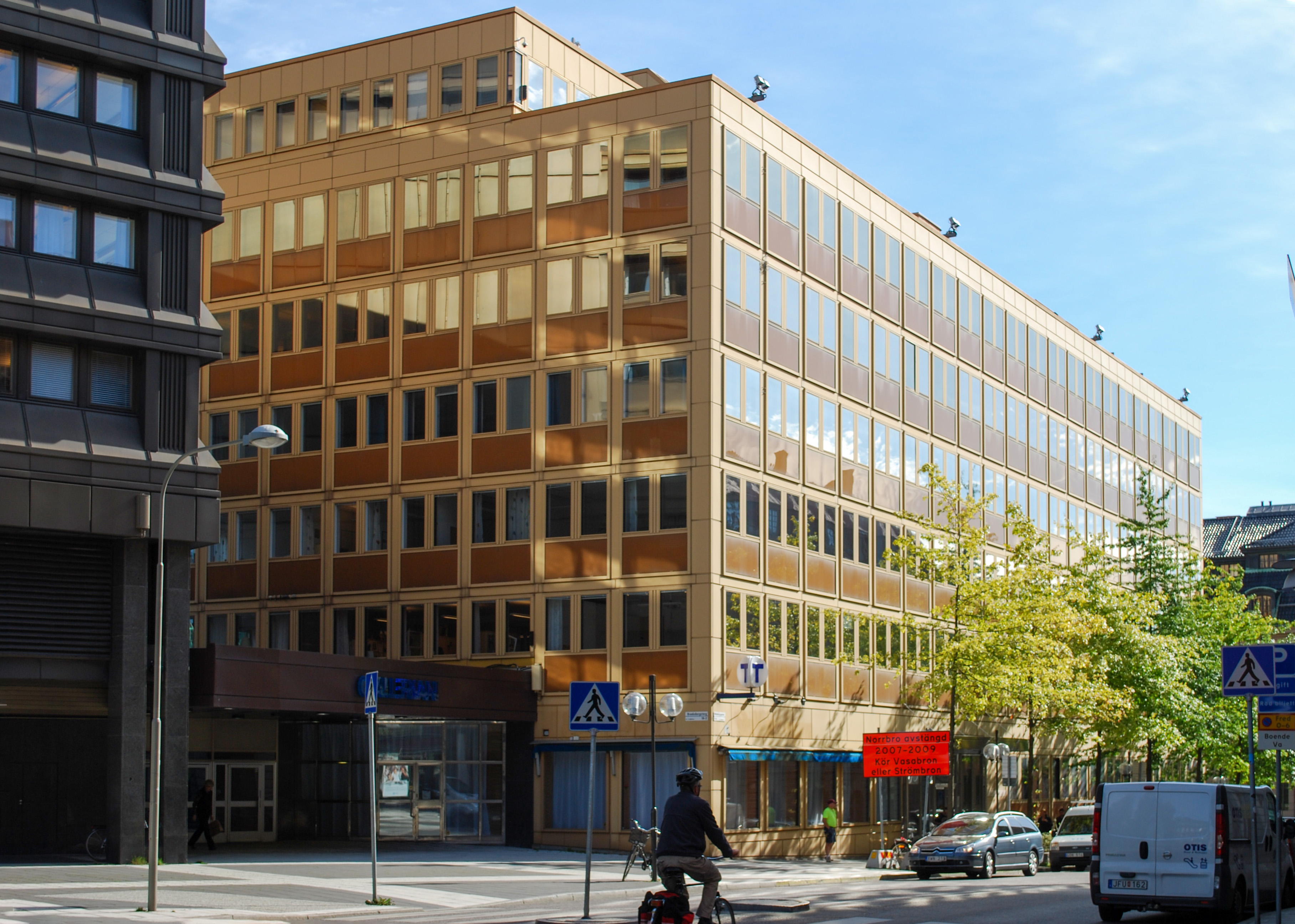
Trollhättan 32
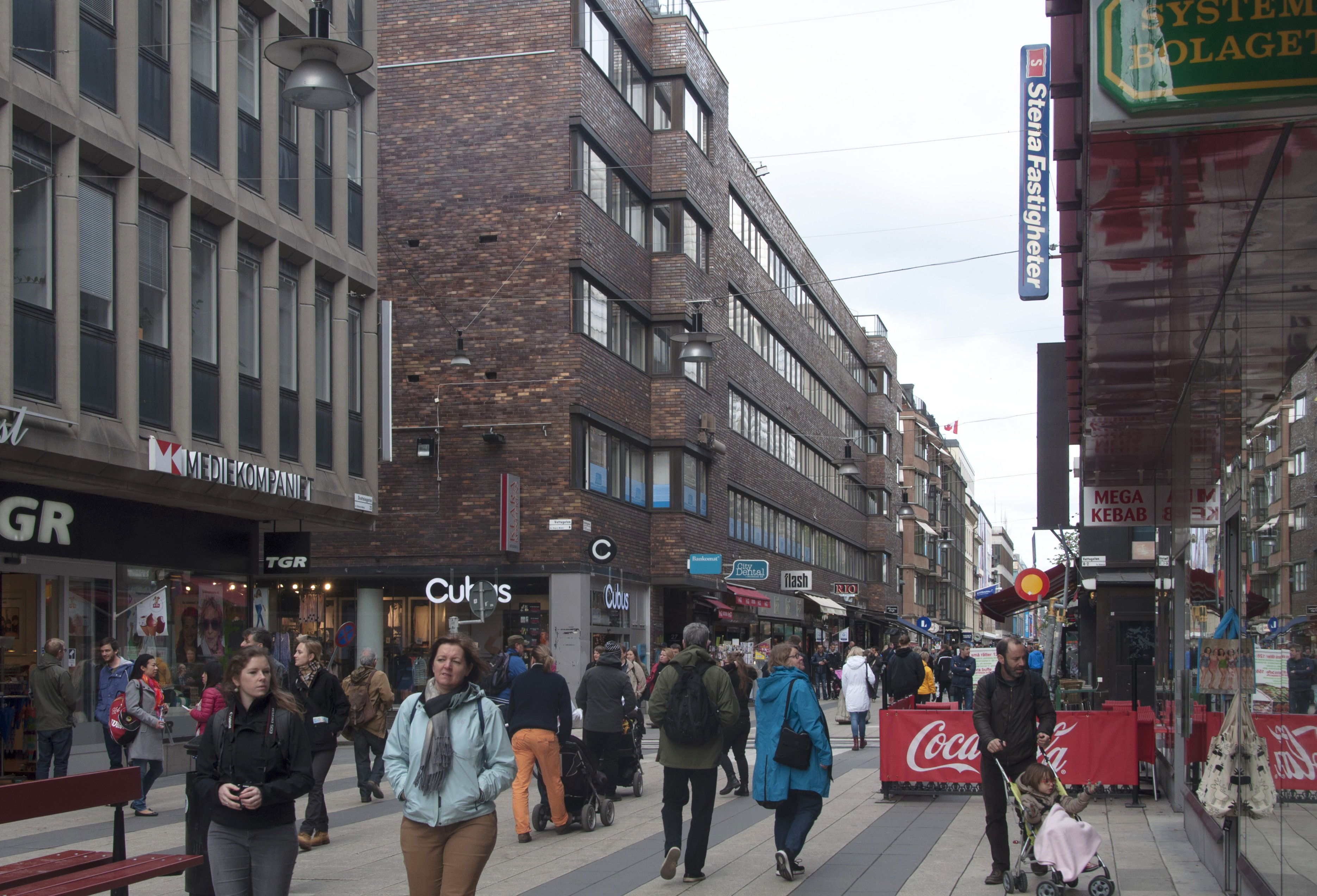
Sparbankernas hus
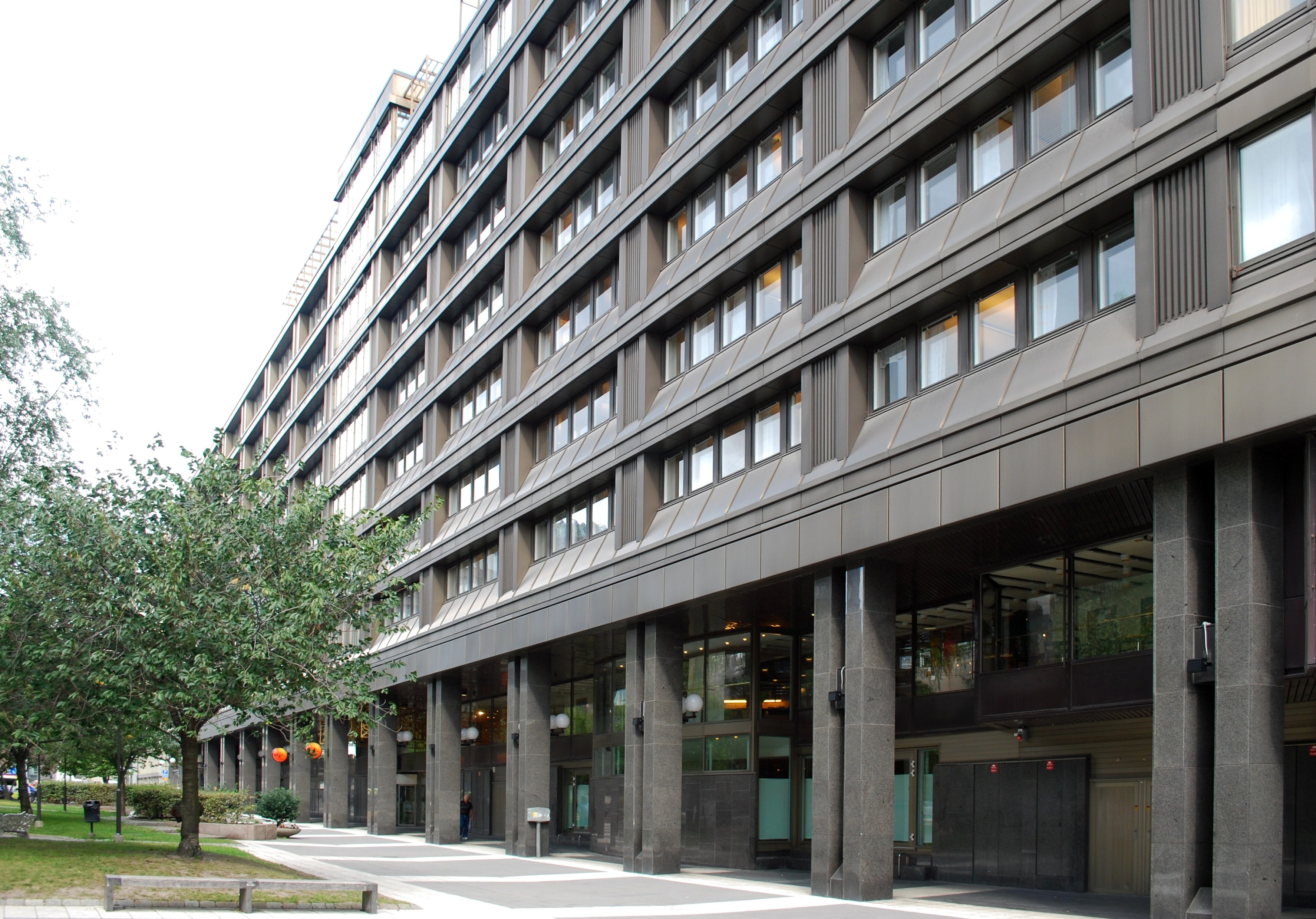
Trollhättan 33
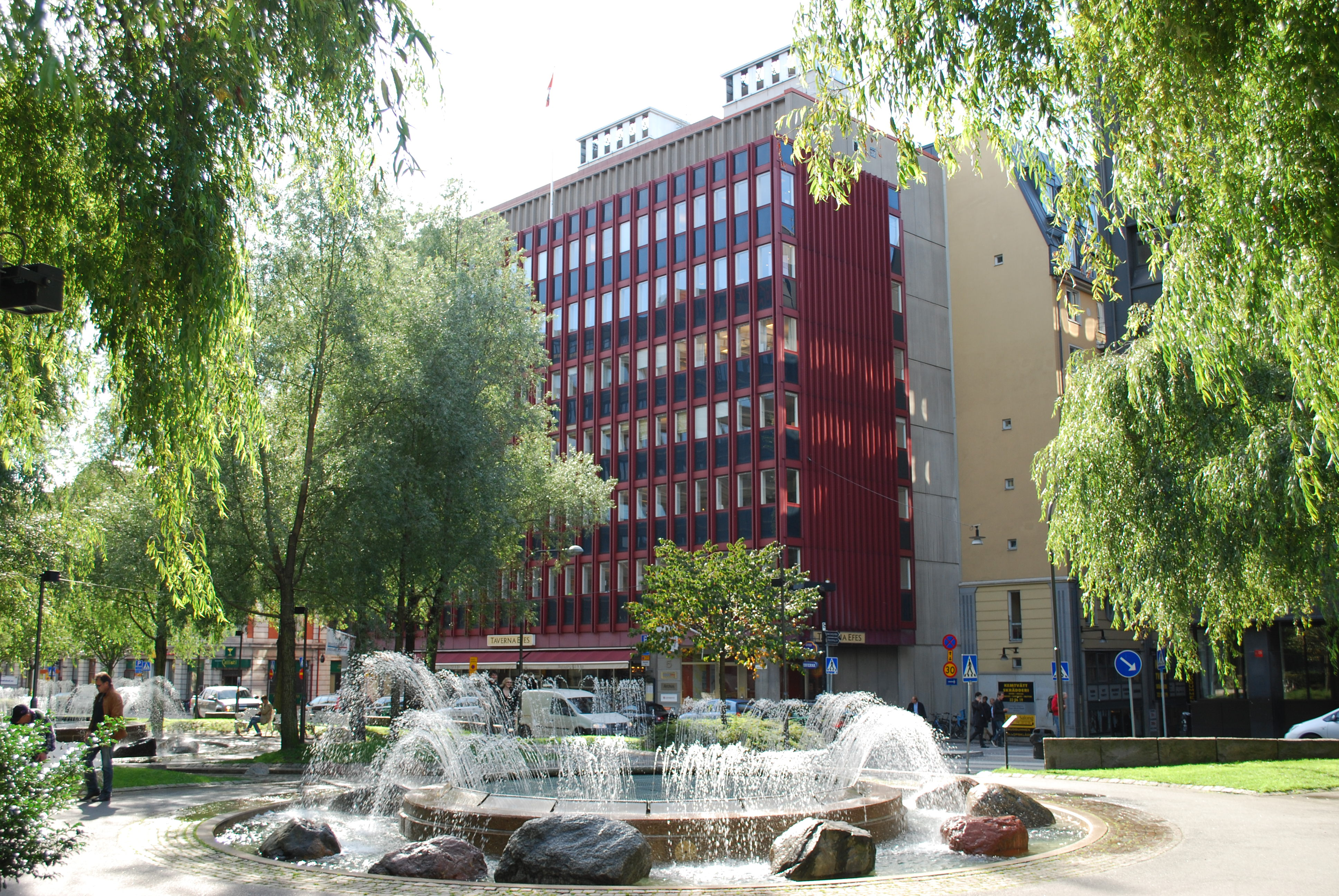
Wahrenberg 10
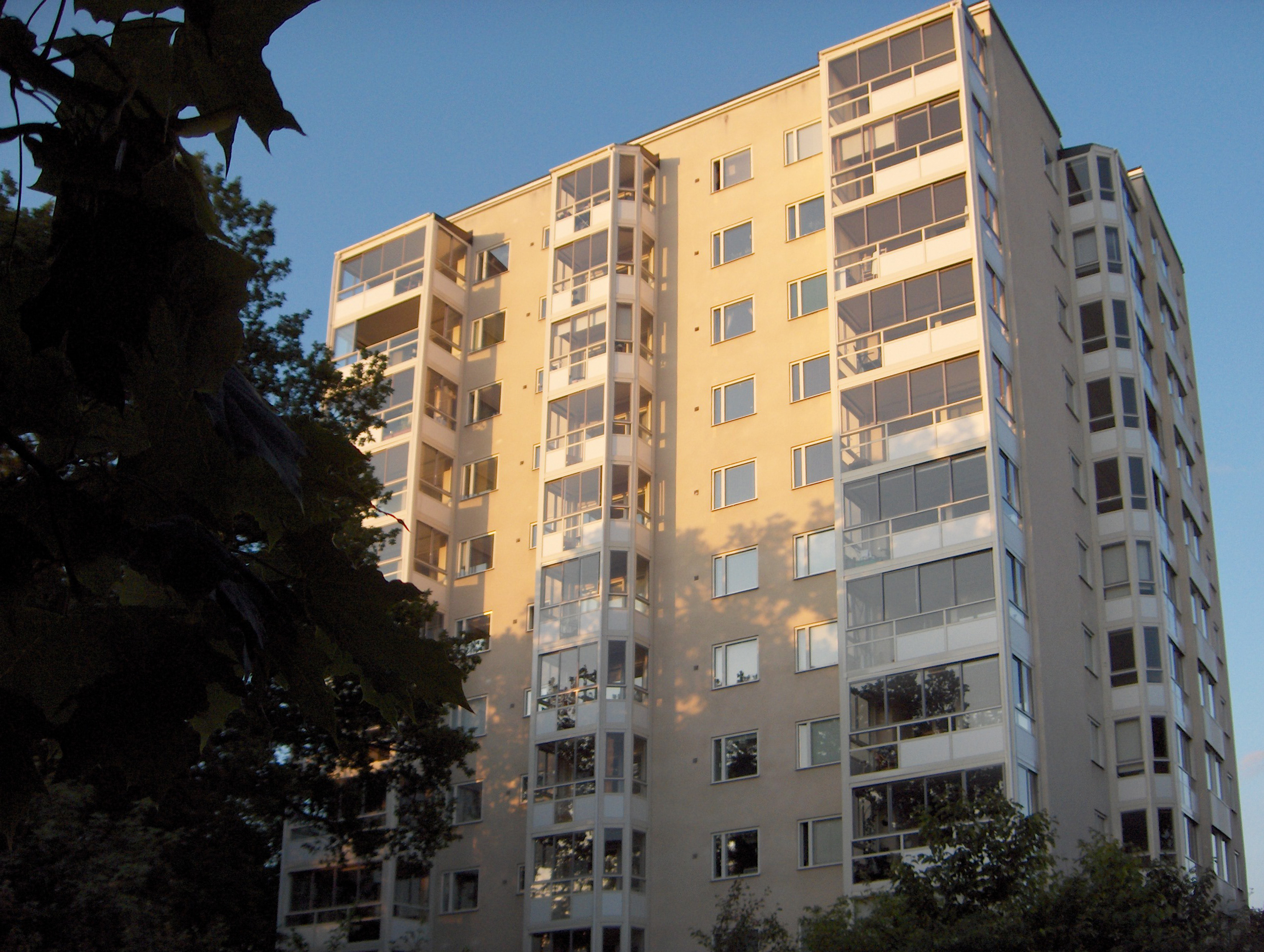
Bostadshus vid Ripstigen i Bergshamra, Solna kommun